# Hieronim Wierzchowski
Hieronim Wierzchowski, herbu Korczak, esperanto Hieronimo Wierzchowski-Korczak (ur. 20 lipca 1860 we Lwowie zm. w 20 stycznia 1942 tamże) – jeden z pierwszych polskich esperantystów, sędzia, polityk-demokrata i poseł do austriackiej  Rady Państwa

## Życiorys
Ukończył gimnazjum we Lwowie i studia prawnicze na Wydziale Prawa Uniwersytetu Lwowskiego. Od 1891 pracował w sądownictwie galicyjskim, najpierw jako stażysta w Sądzie Okręgowym we Lwowie (1891-1895) w latach 1892-1895 na praktyce w sądzie powiatowym w Samborze. Był auskultantem sądowym w c. k. sądzie powiatowym w Skolem (1896), potem adiunktem sądowym w c. k. sądzie powiatowym w Buczaczu (1897-1899) i sekretarzem w c. k. sądzie powiatowym w Tłumaczu (1900). Krótko przed 15 grudnia 1901 jako sędzia powiatowy w Tłumaczu został przeniesiony do Halicza. Był sędzią powiatowym, od 1904 naczelnikiem sądu powiatowego w Haliczu (1901-1906). Przed 4 marca 1906 został przeniesiony do Lwowa, gdzie był radcą (1907-1914), a potem starszym radcą (1914-1918)  c. i k. Sądu Okręgowego w tym mieście. W okresie międzywojennym był w latach 1918-1926 sędzią cywilnego Sądu Okręgowego we Lwowie, przewodniczącym jego II Senatu. Dnia 4 sierpnia 1926 przeszedł na własną prośbę w stan spoczynku. 
Aktywny politycznie, związany z demokratami galicyjskimi. 17 października 1905 w sali Gwiazdy w Stanisławowie na zebraniu komitetu przedwyborczego został nominowany na kandydata demokratów na posła do parlamentu austriackiego. Jego kandydaturę poparł m.in. burmistrz Buczacza Bernard Stern. Podczas wyborów  31 października 1905 w ramach kurii V (powszechnej) w okręgu wyborczym Nr 13 (powiaty sądowe Stanisławów–Tłumacz–Buczacz—Halicz–Rohatyn–Bursztyn-Podhajce–Monasterzyska-Potok Złoty–Wiśniowczyk-Tyśmienica-Ottynia), ubiegając się o mandat po Janie Walewskim zwyciężył kandydata ukraińskiego Teofila Okunewskiego otrzymawszy 673 głosów wyborców z 1089. Jako poseł do Rady Państwa w Wiedniu X kadencji należał do frakcji posłów demokratycznych Koła Polskiego.
Był jednym z pierwszych esperantystów na świecie, od 1897 korespondował z Ludwikiem Zamenhofem. W 1906 wraz ze Stanisławem Łazicą i Juliuszem Reinerem oraz Bronisławem Skałkowskim inicjator powstania a następnie działacz od 1908 członek, a od 1910 wiceprezes, od 18 stycznia 1912 prezes zarządu Lwowskiego Towarzystwa „Esperanto" (Societo "Esperaranto" en Leopolo). W latach 1906–1907 wspierał finansowo organ towarzystwa „Pola Esperantisto“ ("Polski Esperantysta"). Od 1910 był członkiem redakcji wychodzącego we Lwowie pisma esperanckiego „Voco de Kuracistoj" („Głos lekarski"). Prowadził wiele kursów nauki tego języka. Napisał także podręcznik do nauki esperanto. Uczestnik międzynarodowych kongresów esperanckich: IV Kongresu w Dreźnie (1908), VIII Jubileuszowego Kongresu Esperantystów w Krakowie (1912) oraz IX Kongresu w Bernie w Szwajcarii (1913). W okresie międzywojennym był nadal prezesem Lwowskiego Towarzystwa „Esperanto".

## Rodzina i życie prywatne
Pochodził z rodziny szlacheckiej herbu Korczak, wywodzącej się z ziem Królestwa Polskiego. Urodził się w 1860 we Lwowie jako syn Erazma, urzędnika kasy powiatowej i Filomeny. W 1907 ożenił się z Marią z Zagórskich.